# Atelognathus ceii
Atelognathus ceii es una especie  de anfibios de la familia Batrachylidae.

## Distribución geográfica
Es endémica de la provincia de Coyhaique (Chile) y, quizá, en la zona adyacente de Argentina.